# Гореленков, Алексей Иванович
Алексей Иванович Гореленков (1920—2005) — участник Великой Отечественной войны, командир батальона 117-го гвардейского стрелкового полка 39-й гвардейской стрелковой дивизии 8-й гвардейской армии 1-го Белорусского фронта, гвардии майор. Герой Советского Союза.

## Биография
Родился 20 октября 1920 года в деревне Кончинка Волковского сельсовета (ныне — Краснинского района Смоленской области; по другим данным — в деревне Крюково Волоколамского района Московской области), в семье крестьянина. Русский.
Образование среднее.
В Красной Армии с 1940 года. В 1941 году окончил курсы политсостава в городе Радомышль Житомирской области. Участник Великой Отечественной войны с июня 1941 года. Член ВКП(б)/КПСС с 1944 года.
Командир батальона 117-го гвардейского стрелкового полка гвардии майор Алексей Гореленков отличился в боях под Берлином. 23 апреля 1945 года в числе первых форсировал реку Шпрее и захватил плацдарм. В бою на территории химзавода батальон уничтожил свыше роты и захватил в плен свыше 100 гитлеровцев. Батальон участвовал в захвате ряда заводов и центральной телефонной станции Берлина.
До 1958 года майор Гореленков продолжал службу в армии. После увольнения в запас жил и работал в Москве.
Умер 18 мая 2005 года.

## Награды и звания
- Звание Герой Советского Союза. Указ Президиума Верховного Совета СССР от 15 мая 1946 года:
  - орден Ленина,
  - медаль «Золотая Звезда».
- Орден Суворова III степени. Приказ Военного совета 1 Белорусского фронта № 483/н от 5 марта 1945 года.
- Орден Александра Невского. Приказ Военного совета 8 гвардейской армии № 410/н от 12 ноября 1944 года.
- Орден Отечественной войны I степени. Указ Президиума Верховного Совета СССР от 11 марта 1985 года.
- Медаль «За победу над Германией в Великой Отечественной войне 1941—1945 гг.». Указ Президиума Верховного Совета СССР от 9 мая 1945 года.
- Медаль «За взятие Берлина».Указ Президиума Верховного Совета СССР от 9 июня 1945 года.
- Медали СССР.
- Почётный гражданин г. Майнинген (Meiningen), (ГДР)[2].

## Память
- Именем Гореленкова названа улица в деревне Волково, на которой ему установлена памятная доска.
- Имя Героя увековечено на Аллее Героев Краснинского района[3].